# Improbable Cause
"Improbable Cause" és el vintè episodi de la tercera temporada de la sèrie de televisió de ciència-ficció estatunidenca Star Trek: Deep Space Nine, el 66è de tota la sèrie. Originalment es van emetre en redifusió a partir del 24 d'abril de 1995. La història va ser escrita per René Echevarria, mentre que l'episodi va ser dirigit per Avery Brooks i la banda sonora va ser creada per David Bell. És la primera meitat d'un episodi de dues parts, que conclou en l'episodi següent "The Die is Cast".
Ambientada al segle XXIV, la sèrie segueix les aventures a Espai Profund 9, una estació espacial situada prop d'un forat de cuc estable entre els Quadrants Alfa i Gamma de la Via Làctia, prop del planeta Bajor, mentre els bajorans es recuperen d'una brutal ocupació de dècades pels imperialistes cardassians. El Quadrant Gamma acull un imperi hostil conegut com el Domini, governat pels Fundadors que canvien de forma.
En aquest episodi, el cap de seguretat d’Espai Profund 9, Odo, investiga un atemptat amb bomba a la botiga de roba de l'espia cardassià convertit en sastre Elim Garak, cosa que el porta a descobrir maniobres secretes cardassianes contra el Domini.

## Argument
Quan la botiga de Garak explota, Odo descobreix que va ser destruïda per una bomba instal·lada per fer que semblés accidental. Localitza un possible sospitós, però abans que pugui atrapar-lo, el sospitós assassí mor quan la seva nau explota.
Odo estudia el cas més a fons i descobreix proves que els romulans hi són darrere. Probablement van contractar el sospitós mort i després el van matar per ajudar a enterrar les proves. Odo busca més informació sobre l'incident i descobreix que és molt més complicat que un intent d'assassinat contra Garak. Sembla que els romulans planegen envair Cardàssia i diversos membres de l'Orde d'Obsidiana, la policia secreta cardassiana, han mort en misteriosos accidents recentment.
Odo intenta que Garak admeti que va fer explotar la seva pròpia botiga, perquè havia vist l'assassí i volia interrompre el pla d'assassinat i aconseguir que Odo comencés una investigació. Tots els cardassians assassinats recentment eren propers a Enabran Tain, el mentor de l'Orde d'Obsidiana de Garak. Ara que tots els seus associats estan sent objectiu, Tain podria estar en perill. Odo i Garak marxen per localitzar-lo.
De camí són capturats per una nau estel·lar romulana. Quan els porten a bord, descobreixen que Tain hi és. Els diu que va ordenar l'assassinat de Garak, així com els de la resta dels seus antics associats. Està esborrant la seva història com a preparació per a una maniobra de poder. El Tal Shiar, l'agència d'intel·ligència romulana, ha format una aliança amb l'Orde d'Obsidiana i planegen un atac contra els Fundadors al Quadrant Gamma. Un cop eliminat el Domini, Tain planeja prendre el control de l'Orde d'Obsidiana. Com que el seu intent d'assassinat de Garak va fracassar, demana a Garak que s'uneixi a ell, i Garak hi accedeix immediatament.

## Actors convidats
- Andrew J. Robinson - Garak
- Paul Dooley - Enabran Tain
- Carlos Lacámara - Retaya
- Joseph Ruskin - Informant
- Darwyn Carson - Romulà
- Julianna McCarthy - Mila

## Significació de l'arc
Aquest episodi i el seu successor, "The Die Is Cast", són un moment crucial en la línia temporal de Deep Space Nine, que definiria la trama de la resta de la sèrie. Després de diversos episodis que estableixen el Domini com una amenaça, començant amb "The Jem'Hadar", els esdeveniments d'aquest episodi fan inevitable l'eventual guerra entre el Domini i el Quadrant Alfa. Les repercussions dels esdeveniments descrits en aquest episodi ressonen al llarg de la resta de la sèrie, ja que l'intent d'invasió preventiva del Quadrant Gamma per part de la flota conjunta romulana i cardassiana condueix a la paralització de l'Orde Obsidiana, una guerra entre els cardassians i els klíngons, i l'eventual absorció de Cardàssia al Domini, cosa que precipita l'inici de la guerra entre el Domini (amb els cardassians i els Breen) i la Federació Unida de Planetes (amb l'Imperi Klíngon i l'Imperi Estel·lar Romulà), que ocupa les dues últimes temporades de "Deep Space Nine".

## Recepció
El 2015, Geek.com va recomanar aquest episodi com a "imprescindible" per a la seva guia abreujada de marató de sèries de Star Trek: Deep Space Nine, combinant-lo amb el següent episodi "The Die is Cast". Assenyalen que aquest duet d'episodis està centrat en Garak, i també inclou escenes amb efectes especials de batalles espacials.
The Hollywood Reporter classifica "Improbable Cause" com el 71è millor episodi de Star Trek en general, destacant el seu misteri i intriga. També el van classificar com el 20è millor episodi de Star Trek: Deep Space Nine el 2016.
El 2018, CBR va classificar "Improbable Cause" juntament amb la seva segona part "The Die Is Cast", com el 12è millor arc argumental multiepisodi de Star Trek.
Com a parella amb el següent episodi "The Die Is Cast", "Improbable Cause" va ser classificat com el sisè millor episodi de Star Trek: Deep Space Nine per Vulture. Destaquen el personatge de Garak, interpretat per Andrew Robinson.
El 2019, Den of Geek també el va revisar juntament amb "The Die Is Cast", i el va classificar entre els 25 millors (episodis individuals o aparellats) de la sèrie.

## Llançaments
Aquest episodi es va publicar en LaserDisc al Japó el 2 d'octubre de 1998, a la col·lecció de mitja temporada 3rd Season Vol. 2.  El conjunt incloïa episodis des de "Destiny" fins a "The Adversary" en discs òptics de doble cara de 12 polzades; la caixa tenia una durada total de 552 minuts i incloïa pistes d'àudio en anglès i japonès.
Aquest episodi es va publicar en VHS juntament amb "Through the Looking Glass".